# Stirnhöhle

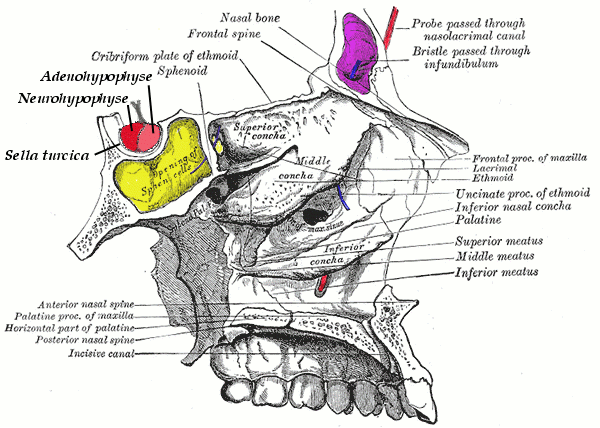
Nasennebenhöhlen (Mensch)
Stirnhöhle violett

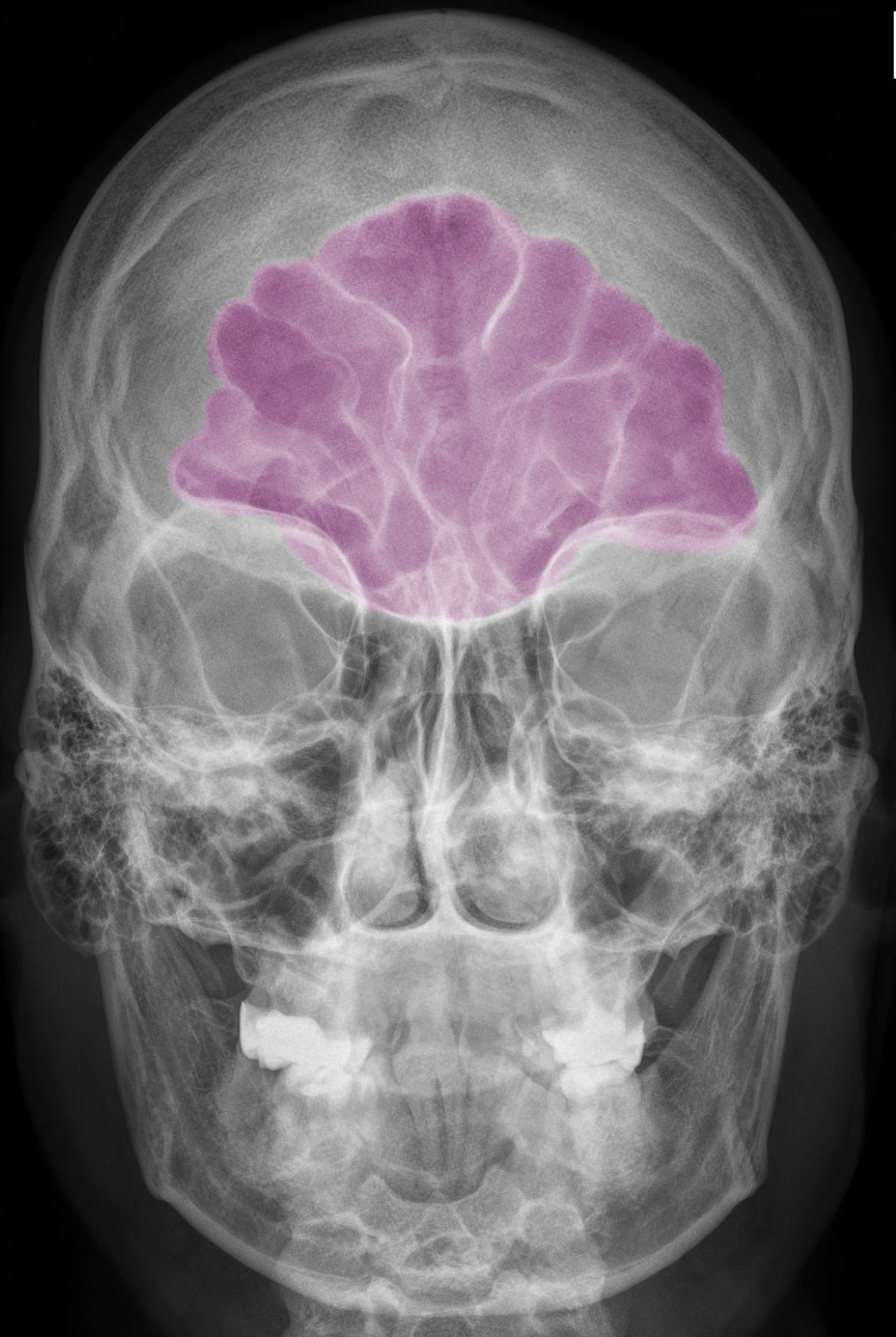
Sehr groß ausgebildete Stirnhöhle im Röntgenbild des menschlichen Schädels, im Bild eingefärbt.

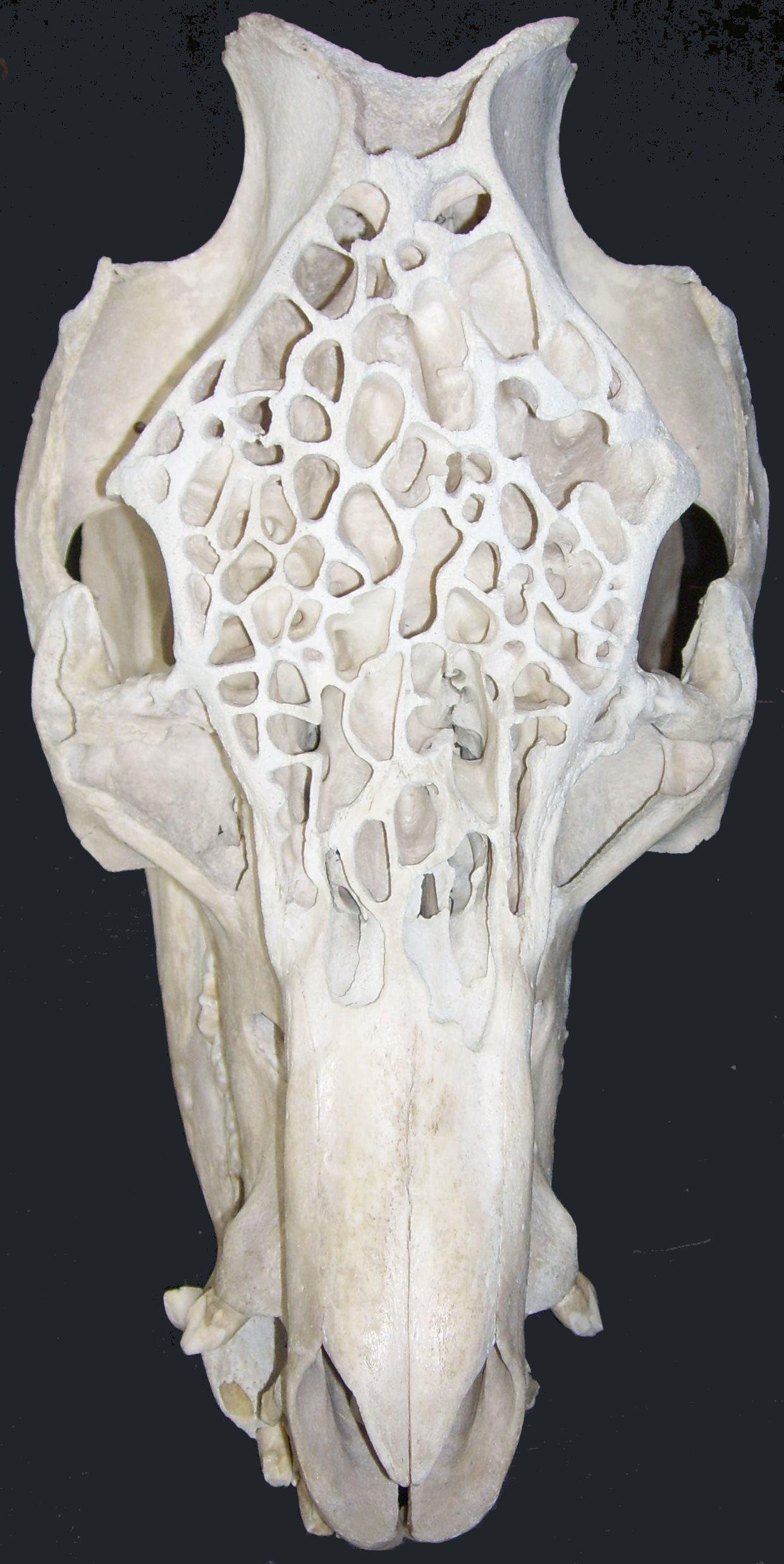
Eröffnete Stirnhöhle eines Hausschweins

Die Stirnhöhle (Sinus frontalis) ist eine der Nasennebenhöhlen (Sinus paranasales). Sie stellt einen mit Schleimhaut ausgekleideten Hohlraum im Stirnbein (Os frontale) dar, der mit dem mittleren Nasengang („Sinusgang“) der Nasenhöhle in Verbindung steht. Zusätzlich besteht eine Verbindung zu den Siebbeinzellen, die bei Pferden besonders geräumig ist, so dass beide Nebenhöhlen bei dieser Tierart auch als Sinus conchofrontalis zusammengefasst werden. Die Stirnhöhlen beider Seiten sind durch eine dünne Scheidewand (Septum sinuum frontalium) voneinander getrennt.

## Speziesbesonderheiten
Ausmaß und Form der Stirnhöhle sind großen Schwankungen unterworfen. Dies gilt nicht nur für den Vergleich zwischen verschiedenen Spezies, sondern beim Menschen auch zwischen verschiedenen Individuen. Es sind für den Menschen vier Grundformen beschrieben: Bohnen-, Blatt-, Mitral- und Pyramidenform. Die Größe der menschlichen Stirnhöhle schwankt zwischen 0,05 und 7,8 cm3, nicht selten ist die Stirnhöhle gar nicht (Aplasie) oder nur gering (Hypoplasie) ausgebildet. Auch das knöcherne Dach der Augenhöhle kann in variablem Ausmaß durch die Stirnhöhle pneumatisiert sein.
Bei Rindern und Schweinen ist die Stirnhöhle besonders groß und reicht bis in das Hinterhauptsbein (Os occipitale). Bei horntragenden Wiederkäuern hat die Stirnhöhle einen Ausläufer in den Hornfortsatz (Processus cornualis) des Schädels. Daher wird beim Hornabbruch oder bei einer operativen Enthornung erwachsener Wiederkäuer auch die Stirnhöhle eröffnet.

## Entwicklung
Die Stirnhöhle ist bei Neugeborenen nicht von den Siebbeinzellen abzugrenzen, erst im Alter von 2 Jahren beginnt beim Menschen die Pneumatisation des Stirnbeins, bei Sieben- bis Achtjährigen erreicht sie den oberen Rand der Augenhöhle.

## Erkrankungen
Wie auch die anderen Nasennebenhöhlen kann die Stirnhöhle bei Erkrankungen der Nase mit betroffen sein. Eine Entzündung der Stirnhöhle wird als Sinusitis, eine Ansammlung von Eiter als Stirnhöhlenempyem bezeichnet.
Bei Erkrankungen oder Sekretansammlungen kann eine Stirnhöhlenspülung durchgeführt werden. In chronischen Fällen kann eine Stirnhöhlen-Radikaloperation, d. h. die operative Entfernung der erkrankten Schleimhaut der Stirnhöhle angezeigt sein.
Beim Menschen finden sich gelegentlich Osteome in der Stirnhöhle.
Bei einem Bruch der Stirnhöhle ist bei einer Beteiligung der Hinterwand die Gefahr der Infektion des Schädelinneren (Meningitis oder Enzephalitis) und/oder der Entwicklung einer Fistel zum Liquorraum mit drohendem Liquorabfluss durch die Nase gegeben.

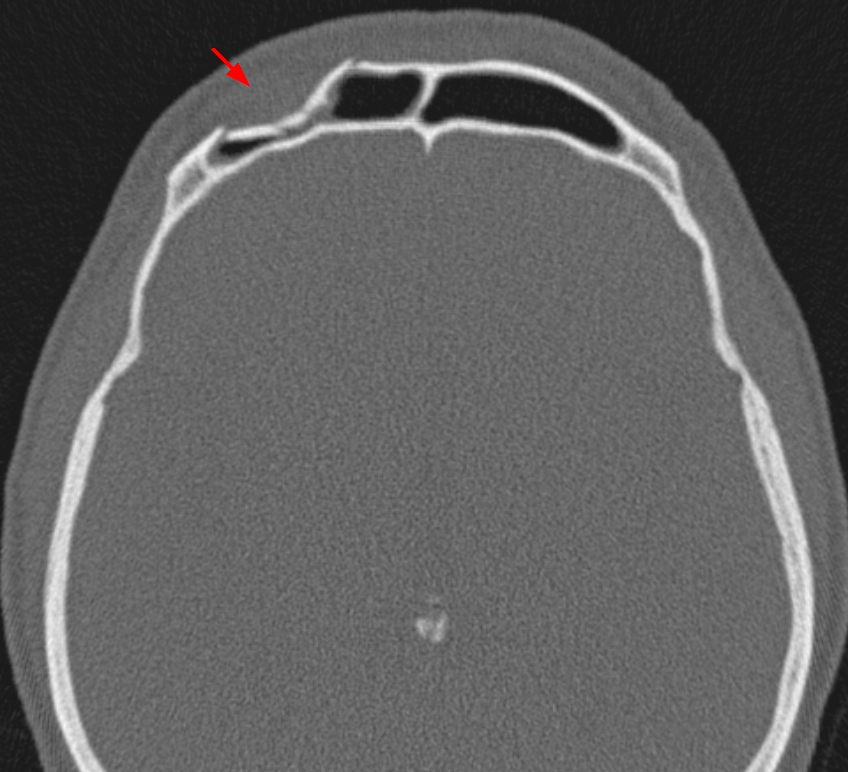
Impressionsbruch der Stirnhöhle in der Computertomographie (Pfeil). Die hintere Stirnhöhlenwand zum Hirnschädel ist hier nicht betroffen.
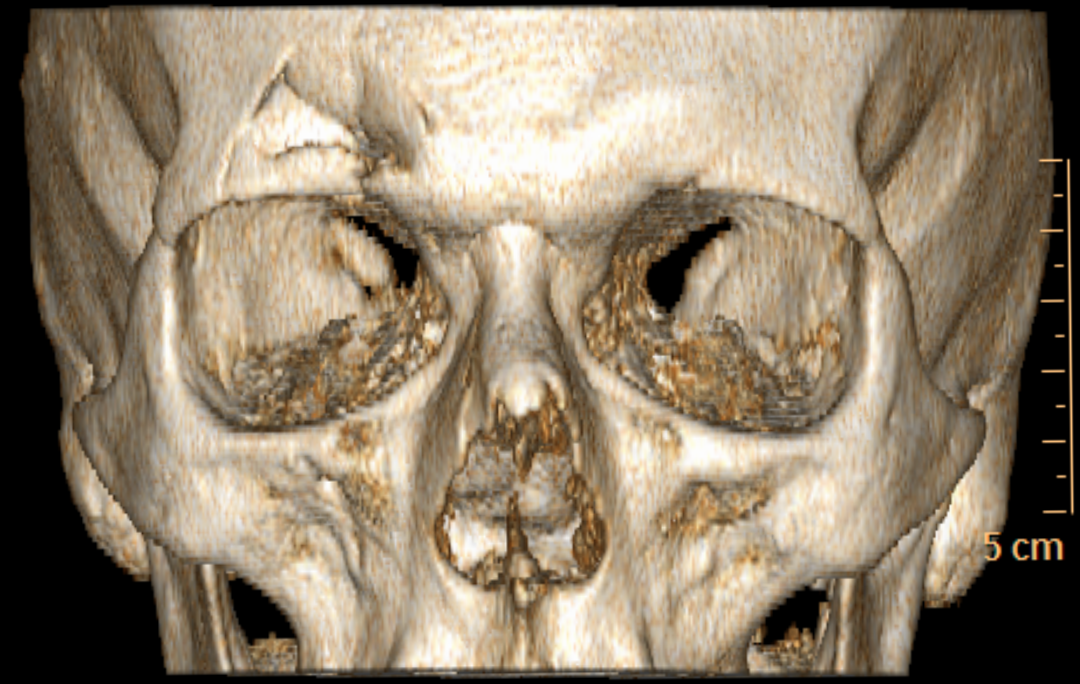
Impressionsbruch der Stirnhöhle in der Computertomographie: 3D-Rekonstruktion in Volume-Rendering-Technik.
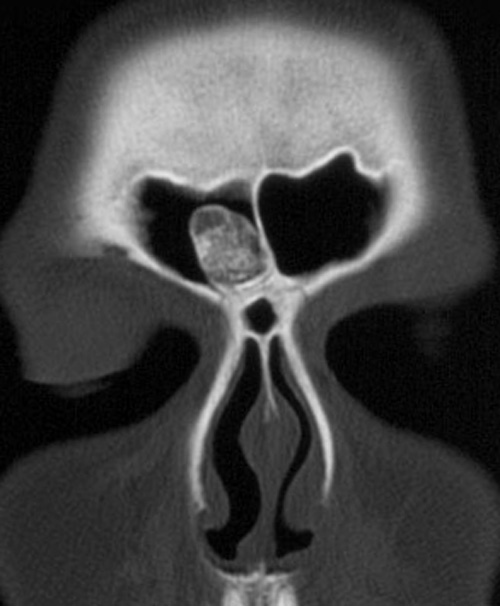
Osteom der Stirnhöhle in der Computertomographie
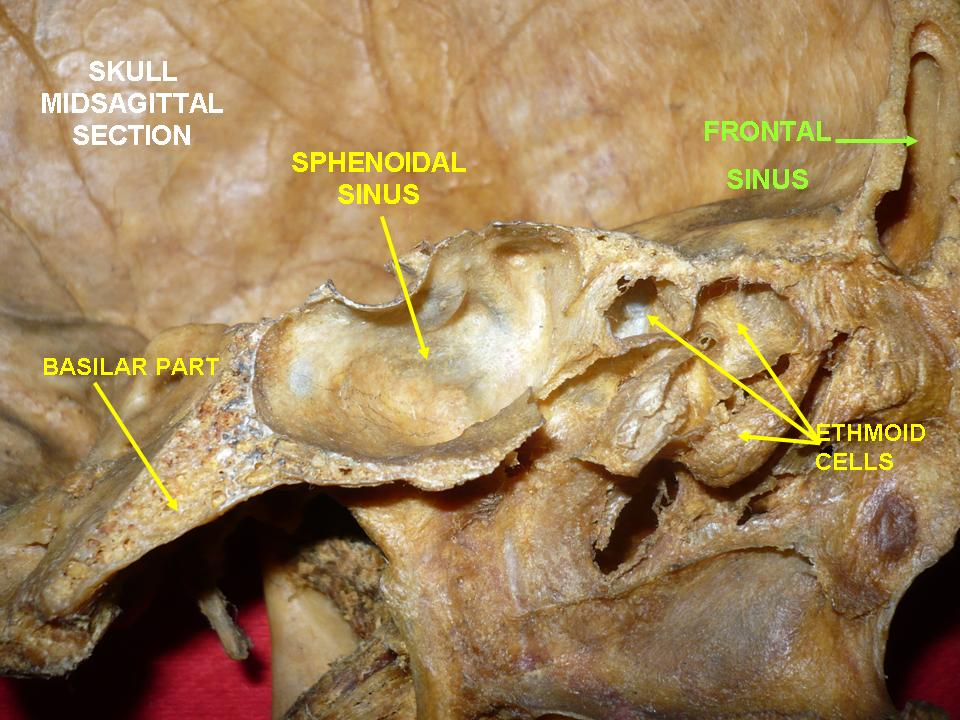
Einige Nasennebenhöhlen, knöcherne Strukturen